# Amt Kleverhamm
Das Amt Kleverhamm war ein Amt in der Grafschaft, beziehungsweise (ab 1417) im Herzogtum Kleve.

## Ausdehnung
Das Amt Kleverhamm umfasste die Rheinniederung nordöstlich von Kleve und erstreckte sich über Teile der heutigen Stadt Kleve und der Gemeinde Bedburg-Hau. Es umfasste die Ortschaften Kellen, Brienen, Wardhausen, Qualburg, Till-Moyland, Warbeyen, Huisberden und zeitweise Griethausen.

## Geschichte
Das Kleverhamm war Schauplatz der Schlacht von Kleverhamm, in der am 7. Juni 1397 Graf Adolf II. von Kleve und sein Bruder Graf Dietrich von der Mark ihren Onkel Herzog Wilhelm von Berg besiegten und gefangen nahmen.